# Аргирокастро
Аргиро̀кастро (на албански: Gjirokastër, Гирокастър, членувано Gjirokastra, Гирокастра, на гръцки: Αργυρόκαστρο, Аргиро̀кастро, катаревуса: Αργυρόκαστρον, Аргирокастрон) е град в южните части на Албания, център на едноименната административна област Аргирокастро. Аргирокастро е главният град на историческата област Северен Епир.
Името на града означава Сребърна крепост на гръцки. Градът е включен в списъка на ЮНЕСКО за световно наследство.

## История
Градът е основан като византийска крепост, т.нар. сребърна крепост.
При избухването на Балканската война в 1912 година един човек от Аргирокастро е доброволец в Македоно-одринското опълчение.

## Население
Преобладаващо в града наред с албанците живеят етнически гърци. Населението е около 22 800 жители (2004).

## Музей на оръжията
Над историческата част на града е разположена крепост, в която понастоящем е уредена музейна експозиция на оръжия от различни епохи – от саби и копия до танк и самолет.

## Личности
Родени в Аргирокастро
- Васил Димитров (1885 – ?), македоно-одрински опълченец, 3 рота на 14 воденска дружина[2]
- Исмаил Кадаре (1936-), албански писател
- Екрем Либохова (1882 – 1948), министър-председател на Албания
- Енвер Ходжа (1908 – 1985), албански политик